# 愛別離 (2017年大愛電視劇)
《愛別離》，是一部描述臺北慈濟醫院心蓮病房護理長陳美慧的故事。由陳雪甄、王琄、黃一嘉、林沛穎等演員領銜主演，於2017年7月15日與2017年7月16日在大愛電視20:00首播，中天娛樂台則於當天21:00播出。
2017年9月30日，吳昆達所飾演的魚販蔡先生角色，首度入圍第52屆金鐘獎『迷你劇集／電視電影男配角獎』。

## 播出時間
以下時間以當地時間（台灣時間）為準

### 電視首播
| 頻道                            | 所在地 | 播映日期                     | 播映時間                  |
| 大愛電視台 （數位頻道同步播出） | 台灣   | 2017年7月15日－2017年7月16日 | 20:00-20:48播出（無廣告） |
| 大愛海外台 （數位頻道同步播出） | 台灣   | 2017年7月15日－2017年7月16日 | 20:00-20:48播出（無廣告） |
| 中天娛樂台 （數位頻道同步播出） | 台灣   | 2017年7月15日－2017年7月16日 | 21:00-22:48播出（含廣告） |

### 網路首播
| 頻道      | 備註                 | 播映日期                     | 播映時間 |
| Yahoo! TV | 與大愛電視台同步播出 | 2017年7月15日－2017年7月16日 | 20:00    |

## 演員角色列表

### 主要角色
| 演員   | 角色     | 介紹 | 登場集數     |
| 陳雪甄 | 陳美慧   | 本劇女主角，在臺北慈濟醫院心蓮病房擔任護理長一職。 每年她都要送走超過280位病人，在濃烈不捨、遺憾的環境中，她發現死亡雖然無法閃躲，但可選擇如何面對。而能在生前，與自己、與他人和解，是她認為最重要的事。 最後她決定陪伴自己的婆婆完成生前最大心願回家，讓婆婆在生前完成了這個久違的心願，過程中，她也漸漸化解了自己對父親多年來放不下的自責。 其前傳故事參見《生日快樂》，由蔡亘晏飾演。 | 第1集－第2集 |
| 王琄   | 美慧婆婆 | 陳美慧婆婆，要照顧自己的孫子阿明身心俱疲，累到生病住院，面對自己媳婦因工作太過忙碌而忽略家庭，導致婆媳之間心裡有嫌隙也很煩惱。 年輕時負氣離家，與先生私奔，從此30多年沒有和家裡聯繫，這個巨大的遺憾一直埋在心裡。 | 第1集－第2集 |
| 黃一嘉 | 吳世偉   | 陳美慧丈夫，面對自己母親與自己妻子之間的婆媳關係問題，感到相當無奈。 最後他定陪伴自己母親前最大心願，載自己母親去台南，讓母親生前完成了這個久違的心願。 此角色在《生日快樂》中由巫宗翰飾演。 | 第1集－第2集 |
| 林沛穎 | 吳佳蓉   | 陳美慧與吳世偉的女兒，天資聰穎，乖巧懂事，懂得體諒自己母親工作忙碌，照顧阿明與阿嬤。 | 第1集－第2集 |

### 次要角色
| 演員   | 角色     | 介紹 | 登場集數     |
| 謝飛   | 阿明     | 陳美慧的姪子 | 第1集－第2集 |
| 辛甘   | 二姑     | 得知自己母親生病住院後，很著急得趕往醫院探望，向陳美慧提出帶媽回去台南見見婆婆自己的家人心願。                                                        | 第1集－第2集 |
| 虞金寶 | 陳光義   | 陳美慧的父親 生前拼命工作養家，因故染上賭博惡習，四處借錢，也丟了工作，最後選擇自殺身亡。 僅在美慧的回憶中出現。 此角色在《生日快樂》中由吳昆達飾演。 | 第1集－第2集 |
| 張晏塵 | 護士晏琪 | 在臺北慈濟醫院心蓮病房擔任護理師一職，陳美慧下屬同事。                                                                                                | 第1集－第2集 |
| 周宇柔 | 護士羽柔 | 在臺北慈濟醫院心蓮病房擔任護理師一職，陳美慧下屬同事。                                                                                                | 第1集－第2集 |

### 客串角色
| 演員   | 角色       | 介紹 | 登場集數     |
| 朱芯逸 | 護士       | 胸腔科護士 | 第1集        |
| 吳昆達 | 魚販蔡先生 | 罹患頭頸癌，身體非常痛苦導致情緒非常不穩定，易怒發脾氣，但對自己生命仍然抱有一絲希望。                          | 第2集        |
| 戴若梅 | 魚販蔡太太 | 蔡先生太太，經營魚攤生意，面對自己丈夫罹患頭頸癌，以及考慮生活現實面搞得身心俱疲，精神壓力頗大。                | 第2集        |
| 黃昱燕 | 蔡家大女兒 | 病患蔡先生的大女兒，時常與妹妹在醫院默默守候與照顧自己的父親。                                                  | 第2集        |
| 王立妃 | 蔡家小女兒 | 病患蔡先生的小女兒，時常與姐姐在醫院默默守候與照顧自己的父親。                                                  | 第2集        |
| 鍾政均 | 病患小揚   | 重病在床身心難過，認為自己母親無緣無故怪自己的妻子是掃把星，很表明糾正母親很不講理。                            | 第1集        |
| 李相林 | 小揚妻小倩 | 面對婆婆的指責，心情雖然痛苦，即使丈夫病重在床依然在旁守候，且不離不棄的繼續照顧。                              | 第1集        |
| 藍一萍 | 小揚媽媽   | 病患小揚的母親，在獨子小揚躺臥病床旁時，一直苦苦哀求小揚能跟自己妻子小倩離婚。                                  | 第1集        |
| 周之民 | 病患許醫師 | 罹患胃癌，在自己兒子小許醫師 陪同下，住進臺北慈濟醫院心蓮病房；因癌症的痛苦讓他一度想要尋求自殺結束生命的打算。 | 第1集－第2集 |
| 尹仲敏 | 小許醫師   | 是名腸胃科醫生，面對自己的父親許醫師罹患胃癌，特別親自來細心的照顧他。                                          | 第1集－第2集 |
| 蔡立平 | 蔡醫生     | 醫治病患許醫師的主治醫生                                                                                        | 第2集        |
| 洪祟豪 | 醫生       | 在臺北慈濟醫院擔任醫生                                                                                          | 第1集－第2集 |
| 戴餡兒 | 醫生       | 在臺北慈濟醫院擔任醫生                                                                                          | 第1集－第2集 |
| 鍾倫理 | 病患黃伯伯 | 陳美慧病患之一，心疼兒女住外地距離遙遠，堅持不要聯絡兒女探望他。                                                | 第1集        |
| 柯俊旭 | 噴血先生   | 綽號阿龍，因頸部失血過多而往生，最後一刻仍緊握妻子的手。                                                        | 第1集        |
| 趙秋宜 | 噴血妻子   | 阿龍妻子，發現丈夫失血過多趕緊通知陳美慧來看。                                                                  | 第1集        |
| 方岫嵐 | 按摩家屬   | 接受陳美慧護理長按摩的家屬                                                                                      | 第2集        |
| 陳婉婷 | 護士       | 陳美慧護理長的同事，懷孕且即將臨盆。                                                                            | 第2集        |

## 工作人員列表

### 製作團隊
- 監　製：王瑞正、葉樹姍、臧蕙年
- 總策劃：關兆宏
- 編審統籌：鍾易儒
- 製作人：陳芝安
- 編　審：黃芝芩
- 導　演：謝欣志
- 編　劇：江瑞宗
- 顧　問：陳美慧
- 企畫宣傳：朱玪慧、熊九山、林志儒、魏鳳萱
- 製作協調：黃開誼、翁詩閔
- 剪　接：謝欣志
- 製　片：何明瑞
- 製片組：李英宏、楊呅雅、賴俊亘
- 攝　影：黃朝陽
- 燈　光：林育同
- 成　音：丁克宇
- 攝影助理：陳沛林、孫明潮
- 美　術：簡宏榮
- 梳　化：魏凱廷、周家萱
- 服　裝：李欣澄、張雅婷
- 劇　照：潘信安
- 花　絮：郭家維
- 製作助理：周哲賢
- 調　光：愛迪浩斯影像制作
- 混　音：嘉莉錄音工房

## 外部連結
- 大愛劇場的Facebook專頁
- 《愛別離  （页面存档备份，存于）》-YAHOO! TV （页面存档备份，存于） 線上看
- 《天馬行空數位有限公司-愛別離Time to Say Goodbye  （页面存档备份，存于）》